# Дмитраш Максим Олександрович
Макси́м Олекса́ндрович Дмитра́ш — капітан поліції; учасник російсько-української війни. Призер Ігор Нескорених-2023.

## З життєпису
Родом з міста Сміла. 2007 року після служби в Державній прикордонній службі — у спортивній роті — подавав документи в службу безпеки України. До 2010 року працював на цивільних роботах — будівництво доріг в Криму, станційне обслуговування, мийка автівок. 2010 року його товариш запросив до міліції; відтоді працював в структурі МВС. Спецпризначенець Головного управління Національної поліції в Черкаській області.
На початку 2015 року воював біля Артемівська. 2016-го залучався до оборони Вуглегірської ТЕС, Світлодарської дуги, для зачистки від терористів.
23 лютого 2022, коли нас викликали по тривозі, я казав дружині, що нічого не буде. Що все буде добре. Першим завданням був вихід в Ірпінь. Другим — прикриття відходу цивільного населення. Після цього були Суми, Харківська область, Запорізький напрямок. З початком повномасштабної агресії воював на південному відтинку. 22 травня 2022 року його підрозділ мав йти на штурм одного з сіл Запорізької області. Місцеві мешканці-путінофіли здали позиції постійної дислокації; прилетіло чотири ракети «Калібр». Максим зазнав важких травм; 19 поліціянтів з КОРДу, друзі та кум Максима загинули.
Довго лікувався; двічі був у комі. Його завантажили в евакуаційну машину, яка в дорозі загорілася. До «швидкої» його довезли на палаючій машині. Лікарі давали йому менше 10 % на життя.
Після реанімації переніс чимало операцій. При переїзді в лікарню Мечникова підхопив пневмонію. Щоб витримав і виздоровів, дружина ходила і «кошмарила» медиків. Через поранення і проблеми з легенями, лікарі забороняли займатися спортом.
На Іграх Нескорених-2023 — два срібла зі стрибків у довжину та веслування на тренажерах.

## Нагороди та відзнаки
- Медаль «Захиснику Вітчизни» (2022)
- відзнака «Доблесть Черкащини» (2023)[1]